# Allocnemis abbotti
Allocnemis abbotti е вид водно конче от семейство Platycnemididae. Видът е почти застрашен от изчезване.

## Разпространение и местообитание
Разпространен е в Кения и Танзания.
Обитава гористи местности, планини и възвишения в райони с тропически и субтропичен климат.